# Soffocare (film)
Soffocare (Choke) è un film del 2008 scritto e diretto da Clark Gregg, al suo debutto alla regia. Il film è un adattamento cinematografico dell'omonimo romanzo di Chuck Palahniuk.
Presentato al Sundance Film Festival, il film è stato distribuito negli Stati Uniti dalla Fox Searchlight Pictures, in Italia è arrivato nelle sale il 13 maggio 2009.

## Trama
Il sessodipendente e depresso Victor Mancini si guadagna da vivere come figurante in varie rievocazioni storiche in un parco ispirato all'America coloniale; inoltre per mantenere la madre, ricoverata in una costosa clinica, si inventa un modo bizzarro per guadagnare soldi: frequenta ristoranti esclusivi dove ad un certo punto finge di soffocare con un boccone, approfittando in seguito della generosità dei suoi salvatori.
Quando non lavora come figurante si reca regolarmente alla clinica psichiatrica dove è ricoverata la bizzarra madre, divenendo un idolo per le anziane degenti che lo vedono come un nuovo Gesù.
La dottoressa Paige Marshall, che ha in cura la madre, cerca di conquistare il cuore di Victor.

## Produzione
La produzione del film era prevista nel 2006, ma Clark Gregg, al suo debutto alla regia, era impegnato in un ruolo fondamentale nella serie TV La complicata vita di Christine. Nel luglio 2007, Gregg ingaggiò Sam Rockwell per il ruolo principale ed in seguito tutto il resto del cast. Le riprese, durate 25 giorni, sono iniziate nello stesso mese di luglio in New Jersey.
Gregg ha realizzato una commedia nera, che spazia da momenti "estremamente drammatici" e ad altri "assurdamente stupidi". Per miscelare al meglio i due elementi, Gregg si ispira ai film di Hal Ashby Harold e Maude (1971) e Oltre il giardino (1979) e ai più recenti Secretary (2002) e Se mi lasci ti cancello (2004).
L'autore del libro, Chuck Palahniuk, compare in un cameo verso la fine del film, nell'aereo seduto al fianco del protagonista.

## Colonna sonora
Della colonna sonora fa parte il brano dei Radiohead Reckoner, proveniente dall'album della band di Oxford In Rainbows e usata per i titoli di coda. Palahniuk disse che la colonna sonora sarebbe stata composta interamente dalla band, ma più tardi un portavoce dei Radiohead smentì la dichiarazione dell'autore. La colonna sonora ufficiale è stata resa disponibile il 23 settembre del 2008 su iTunes.

## Riconoscimenti
- Sundance Film Festival
  - Premio speciale della giuria